# Інкубаційний період
Інкубаційний період — максимальний проміжок часу між моментом зараження і появою перших симптомів інфекційного захворювання. Інша назва — прихований період хвороби: людина вже заражена, але хвороба себе ще не проявила.
Є однією із 4 характерних ознак циклічності інфекційного процесу разом із продромальним, гострим і реконвалесцентним періодами.

## Зміни в організмі
Упродовж інкубаційного періоду ушкодження, які виникають у зараженому організмі, непомітні через наявність резервів макроорганізму, невелику кількість або недостатню активність інфекційних агентів. Зміни в організмі досягають певного рівня внаслідок:
- розмноження;
- виділення;
- накопичення токсинів, продуктів життєдіяльності збудника хвороби .

Виникає готовність організму відповісти на подразнення (проникнення збудника в організм). Відповідь організму виконує захисну роль і вмикає природні та специфічні механізми захисту.

## Внутрішній та зовнішній інкубаційний період
Для трансмісивних захворювань в медичній літературі англомовних країн вживаються терміни — «внутрішній» та «зовнішній інкубаційний період».
- Внутрішній інкубаційний період — час між потраплянням збудника та появою симптомів захворювання у остаточного хазяїна.
- Зовнішній інкубаційний період — тривалість часу, яка необхідна для повного розвитку збудника у проміжному хазяїні.

Наприклад, потрібно 28 днів, щоб стадія гаметоцитів малярійного плазмодія перейде у стадію спорозоїтів в тілі комара.

## Тривалість
Тривалість інкубаційного періоду інфекційної хвороби потрібно знати для визначення тривалості карантину, діагностиці внутрішньолікарняних інфекцій тощо. Одним із перших питань, які розглядались на міжнародних санітарних конференціях (1852—1927 роки) щодо запобігання поширення епідемій зі Сходу в межах Європи, було встановлення інкубаційного періоду. Це враховувалося при плануванні адміністративних заходів для попередження поширення захворювання.
Час інкубаційного періоду може варіювати від кількох годин (харчові отруєння, грип тощо) аж до десятків років (пріонові хвороби). Тривалість інкубаційного періоду також залежить від:
- стану імунітету зараженого організму;
- заражаючої дози бактерій, вірусів або інших інфекційних агентів, які потрапили в організм;
- патогенності й вірулентності збудника.

Інкубаційний період ГРВІ у дорослих визначається видом захворювання, так як дане поняття об'єднує групу патологій зі схожою симптоматикою. Як правило, під час інкубаційного періоду хвора людина не заразлива для тих, хто її оточує, але при деяких хворобах (вітряна віспа, гепатит А тощо) виділення збудників починається наприкінці інкубаційного періоду хвороби.
Зокрема тривалість інкубаційного періоду:
- коронавірусної хвороби 2019: від 1 до 10 днів
- вітряної віспи: 11—21 день
- грипу: 1—3 дні
- ВІЛ-інфекції: від двох тижнів до одного року
- сказу: від 7 днів до року
- респіраторно-синцитіальної інфекції: 3—7 діб
- сальмонельозу від 2 годин до 3 діб
- ешерихіозу: від 4 годин 3 днів
- епідемічного паротиту: 11—25 днів
- правця: від 3 до 31 дня
- хвороби, яку сричинює вірус Ебола: від 4 до 21 дня
- ротавірусної інфекції: від кількох годин до 2 днів
- корости6 від кількох годин до 2 тижнів
- краснухи: від 12 до 24 днів
- Гепатиту A: від 14 до 42 днів
- гепатиту В: 40—180 днів
- гепатиту С: від двох тижнів до шести місяців, часто не може бути виявлений, тому що хвороба перебігає первинно хронічно
- туберкульозу: від кількох місяців до двох років
- холери: від 2 годин до 5 днів
- дифтерії: від 2 до 10 днів